# 龔守愚
龔守愚（？—？），字師顏，號發軒，江西臨江府清江縣人，匠籍，明朝政治人物。

## 生平
正德五年庚午科江西鄉試第□名舉人。正德六年（1511年）中式辛未科會試第二百三十八名，登第三甲第八十三名進士。授贵池知县，升南京工部主事，历员外郎、郎中，歷官四川布政司參議、湖廣按察司副使，嘉靖十四年（1535年）六月调陕西提学副使，十六年九月升湖廣布政司右參政。

## 家族
曾祖龔□；祖父龔襄；父龔爵。前母張氏；彭氏。弟守約。